# Décès en décembre 2004
Décès
- 2000
- 2001
- 2002
- 2003
- 2004
- 2005
- 2006
- 2007
- 2008

Pour une information complémentaire, voir la page d'aide.

| Date        | Nom                          | Activités                                                                         | Âge | Source |
| ----------- | ---------------------------- | --------------------------------------------------------------------------------- | --- | ------ |
| 1 décembre  | Fathi Arafat                 | médecin palestinien                                                               | 71  |        |
| 1 décembre  | Paul-Marie de la Gorce       | journaliste écrivain et historien français                                        | 76  |        |
| 1 décembre  | Prince Bernhard des Pays-Bas | mari de la Reine Juliana (reine des Pays-Bas)                                     | 93  |        |
| 2 décembre  | Larry Buchanan               | scénariste et réalisateur américain                                               | 81  |        |
| 3 décembre  | Shiing-Shen Chern            | Mathématicien chinois                                                             | 93  |        |
| 3 décembre  | Maria Perschy                | Actrice autrichienne                                                              | 66  |        |
| 4 décembre  | Carl Esmond                  | acteur autrichien                                                                 | 102 |        |
| 5 décembre  | Robert Dhéry                 | acteur et réalisateur français                                                    | 81  |        |
| 5 décembre  | Cristiano Júnior             | footballeur brésilien                                                             | 25  | (en)   |
| 5 décembre  | Hicham Zerouali              | footballeur marocain                                                              | 38  |        |
| 6 décembre  | Raymond Goethals             | entraineur belge de Football                                                      | 83  |        |
| 6 décembre  | José Maria Jimenez           | coureur cycliste espagnol                                                         | 32  |        |
| 6 décembre  | Alain Riou (homme politique) | homme politique français                                                          | 51  |        |
| 7 décembre  | Pacita Abad                  | peintre philippine                                                                | 58  | (en)   |
| 8 décembre  | Dimebag Darrell              | guitariste de Pantera                                                             | 38  |        |
| 8 décembre  | Hasan Seyidov                | homme politique azerbaïdjanais                                                    | 72  |        |
| 14 décembre | Françoise Verny              | éditrice française                                                                | 76  |        |
| 15 décembre | René Cleitman                | producteur français                                                               | 64  |        |
| 16 décembre | Babkin Hairabedian           | Footballeur français.                                                             | 73  |        |
| 16 décembre | Agnès Martin                 | peintre canadienne et américaine                                                  | 92  |        |
| 17 décembre | Tom Wesselmann               | peintre américain                                                                 | 73  |        |
| 18 décembre | Anthony Sampson              | écrivain et journaliste britannique                                               | 78  |        |
| 19 décembre | Herbert C. Brown             | chimiste américain                                                                | 92  |        |
| 19 décembre | Andrée Tainsy                | actrice belge                                                                     | 93  |        |
| 19 décembre | Renata Tebaldi               | soprano italienne                                                                 | 82  |        |
| 19 décembre | André Verdet                 | poète, peintre, sculpteur et céramiste français                                   | 91  |        |
| 20 décembre | Son Seals                    | chanteur et guitariste de Blues américain                                         | 62  |        |
| 22 décembre | Pauline Clotworthy           | enseignante en stylisme irlandaise                                                | 92  |        |
| 23 décembre | Dominique Mayet              | peintre français                                                                  | 79  |        |
| 23 décembre | P.V. Narasimha Rao           | homme politique indien                                                            | 83  |        |
| 24 décembre | Jacques Moeschal             | Architecte et sculpteur belge                                                     | 91  |        |
| 25 décembre | Marc Chervel                 | économiste français.                                                              | 72  |        |
| 25 décembre | Guennadi Strekalov           | cosmonaute russe.                                                                 | 64  |        |
| 26 décembre | Johnny Catherine             | boxeur français.                                                                  | 32  | (fr)   |
| 26 décembre | Agathe Vannier               | Actrice de cinéma française.                                                      | 58  | (fr)   |
| 27 décembre | Eros Beraldo                 | Joueur puis entraîneur italien de football.                                       | 75  | (it)   |
| 28 décembre | Jacques Dupuis (jésuite)     | prêtre et jésuite belge                                                           | 81  |        |
| 28 décembre | Myriam David                 | psychanalyste et pédiatre française                                               | 87  |        |
| 28 décembre | Jerry Orbach                 | acteur américain                                                                  | 69  |        |
| 28 décembre | Susan Sontag                 | essayiste et romancière américaine                                                | 71  |        |
| 29 décembre | Julius Axelrod               | biochimiste américain                                                             | 92  |        |
| 29 décembre | William Boyett               | acteur américain                                                                  | 77  |        |
| 29 décembre | John Bridgeman               | sculpteur britannique                                                             | 88  |        |
| 29 décembre | Eugenio Garin                | philosophe et historien italien                                                   | 95  |        |
| 30 décembre | Artie Shaw                   | clarinettiste et chef d'orchestre de Jazz américain                               | 94  |        |
| 31 décembre | Gérard Debreu                | économiste américain d'origine française. Titulaire du Prix Nobel d'économie 1983 | 83  |        |
| 31 décembre | Adi Kuini Speed              | cheffe coutumière et femme politique fidjienne                                    | 55  | (en)   |